# Carlo Urbani
Bác sĩ Carlo Urbani (1956-2003) là một bác sĩ người Ý. Ông là người đầu tiên đã phát hiện căn bệnh sau được đặt tên là Hội chứng hô hấp cấp tính nặng (Severe acute respiratory syndrome - SARS), căn bệnh đã bùng phát ở khu vực Viễn Đông vào khoảng cuối năm 2002, đầu năm 2003 và khiến 8.096 bị bệnh và 774 người chết. Mặc dù sau đó chính ông cũng bị phơi nhiễm và qua đời vì căn bệnh này, những cảnh báo sớm của ông tới Tổ chức Y tế thế giới (WHO) đã gây nên những phản ứng kịp thời ở quy mô lớn và được cho là đã cứu được hàng triệu người khắp thế giới.

## Tiểu sử
Carlo Urbani tốt nghiệp Y khoa năm 1981 tại Đại học Ancona và lấy bằng chuyên khoa trong lĩnh vực bệnh truyền nhiễm và nhiệt đới tại Đại học Messina, và sau đó lấy bằng về bệnh ký sinh trùng nhiệt đới. Ông làm việc tại Viện các bệnh truyền nhiễm Ancona đến năm 1985, từ 1986 đến 1989 ông mở phòng mạch riêng tại Castelplanio. Năm 1993, ông trở thành chuyên gia tư vấn cho Tổ chức Y tế Thế giới, trong vai trò này ông đã tham gia nhiều sứ mệnh nhân đạo ở Châu Phi và Châu Á. Từ năm 1996 ông trở thành thành viên của Tổ chức Bác sĩ không biên giới, trong các năm 1996, 1997 ông đã điều phối dự án đầu tiên của tổ chức này tại Campuchia, Lào, Việt Nam và Philippines. Năm 1999 ông trở thành người đứng đầu Tổ chức Bác sĩ không biên giới tại Ý, và trong vai trò đó ông là một trong các đại diện của tổ chức đến nhận giải Nobel Hòa Bình tại Oslo cũng trong năm này.

## Những nhiệm vụ tình nguyện đầu tiên
Từ khi còn trẻ, Carlo Urbani đã rất tích cực trong các công tác tình nguyện và làm việc với các tổ chức Công giáo như Mani Tese và Unitalsi. Khi làm việc với Mani Tese, ông đã tham gia vào việc thu thập thuốc chữa bệnh để gửi tới các nước châu Phi cũng như tổ chức trại hè cho trẻ em khuyến tật trong Viện Santo Stefano ở Porto Potenza Picena. Với Unitalsi ông đã tham gia vào việc đưa đón bệnh nhân tới Nhà thờ Loreto. Ông cũng tham gia tổ chức một nhóm nam thanh niên gặp nhau hàng tuần để thảo luận về các chủ đề liên quan đến các quốc gia thuộc Thế giới thứ ba.

## Công tác tại Campuchia
Ngay sau khi tham gia vào tổ chức Bác sĩ không biên giới, bác sĩ Carlo Urbani đã nhận nhiệm vụ đầu tiên của mình: kiểm soát các bệnh dịch, các bệnh ký sinh trùng như sán máng ở Campuchia. Ông cùng gia đình chuyến đến thủ đô Phnom Penh của Campuchia vào tháng 9 năm 1996. Vị bác sĩ ngay lập tức tham gia vào công việc, ông đã dạy cho người dân địa phương cách điều trị khi bị lây nhiễm, cách trách bệnh do ký sinh trùng. Nguy cơ bị tấn công bởi Khmer Đỏ đã buộc ông phải được hộ tổng di chuyển liên tục giữa các ngôi làng, nhưng mối nguy hiểm đó không ngăn cản được ông thực hiện sứ mạng của mình.

## Công tác tại Việt Nam
Ngày 6 tháng 1 năm 2000, Carlo Urbani nhận công việc mới tại WHO, và nhiệm vụ lần này của ông là ở Việt Nam. Ông và gia đình đến Hà Nội vào khoảng tháng 5 năm 2000. Tại Việt Nam, vị trí công tác của ông là chuyên gia tư vấn cho WHO về kiểm soát bệnh do ký sinh trùng ở khu vực Tây Thái Bình Dương, kỳ hạn công tác là 3 năm.
Vào ngày 28 tháng 2 năm 2003, bác sĩ Carlo Urbani được mời tới Bệnh viện Việt Pháp (Hà Nội) để theo dõi bệnh của Johny Chen, doanh nhân người Mỹ đã bị ốm và được các bác sĩ chẩn đoán là bị bệnh cúm nặng. Ông nhận thấy Johny Chen không phải bị cúm mà có thể là một căn bệnh mới rất dễ lấy nhiễm. Ngay lập tức ông đã thông báo tới WHO, từ đó bắt đầu một chiến dịch phản ứng hữu hiệu nhất trong lịch sử trong việc phòng chống bệnh dịch nghiêm trọng. Ông cũng đã thuyết phục Bộ Y tế Việt Nam cho cách ly và theo dõi khách du lịch, do đó làm chậm sự lây lan của căn bệnh này.
Vào ngày 11 tháng 3 năm 2003, trong chuyến bay từ Hà Nội đi Bangkok để đến dự một cuộc hội nghị về bệnh do ký sinh trùng ở trẻ em mà ông sẽ là chủ tọa, Carlo Urbani bị sốt và ông nhận ra rằng mình cũng đã bị nhiễm bệnh do thường xuyên theo dõi, chăm sóc bệnh nhân trước đó. Khi máy bay hạ cánh, ngay lập tức ông được đưa tới bệnh viện và được cách ly để điều trị.
Phòng bệnh của ông dược cách ly tuyệt đối, đo đó vợ của ông, bà Chiorrini, chỉ có thể nhìn qua cửa và nói chuyện với ông qua bộ đàm. Bà chỉ nhìn thấy ông tỉnh táo đúng một lần trong suốt thời gian này. Trong khoảng khắc tỉnh táo đó, Carlo Urbani đã đề nghị các bác sĩ cắt lá phổi của mình để lại làm tiêu bản nghiên cứu.
Sau 18 ngày được điều trị đặc biệt, Carlo Urbani đã qua đời vào lúc 11:45 sáng ngày 29 tháng 3 năm 2003. Sau khi ông mất 2 tuần, một loại virus chủng corona (sau được đặt tên là virus SARS) đã được nhận diện là nguyên nhân gây bệnh và đại dịch SARS được khống chế.

## Vinh danh
Ngày 7 tháng 4 năm 2003, bác sĩ Carlo Urbani được truy tặng Huân chương công trạng vì Y tế cộng đồng hạng Vàng, theo đề nghị của Bộ trưởng Bộ các vấn đề xã hội Ý.
Nhờ có bác sĩ Carlo Urbani, Việt Nam trở thành quốc gia đầu tiên tuyên bố đã tiêu diệt được bệnh SARS. Ngày 9 tháng 5 năm 2003, Bộ Y tế Việt Nam đã truy tặng ông Huân chương Hữu nghị và Huy chương Vì sức khỏe nhân dân.
Để tưởng nhớ công lao và sự hi sinh của ông, WHO và các nhà nghiên cứu đã dành tặng ông các kết quả nghiên cứu về virus SARS.
Dự án xây dựng Trung tâm Carlo Urbani đặt tại Trường Đại học Y Dược Huế được khởi công xây dựng vào năm 2007 với sự tài trợ bởi chính phủ Ý và Hiệp hội các Đại học Ý. Đây là trung tâm lớn thứ hai của Việt Nam trong lĩnh vực chẩn đoán vi sinh vật, đào tạo và nghiên cứu khoa học về các nhiễm trùng đường hô hấp bao gồm cả nhiễm trùng do vi khuẩn lao. Dự án gồm hai giai đoạn:
- Giai đoạn 1: Phòng thí nghiệm an toàn sinh học cấp 3 (khánh thành ngày 18 tháng 3 năm 2009)[5]
- Giai đoạn 2: Đơn vị Hồi Sức cấp cứu và cách ly (ICU) (khánh thành ngày 14 tháng 4 năm 2012)[6]